# Science Fiction Quarterly
Science Fiction Quarterly fue una revista pulp estadounidense de ciencia ficción que se publicó de 1940 a 1943 y de 1951 a 1958. Charles Hornig fue editor de los dos primeros números y Robert A. W. Lowndes el resto. Fue publicada por Louis Silberkleit durante el boom de las revistas de ciencia ficción a finales de los años 1930. Silberkleit lanzó otros dos títulos de ciencia ficción, Science Fiction y Future Fiction, casi al mismo tiempo; las tres dejaron de publicarse antes del final de la Segunda Guerra Mundial, debido a sus pobres ventas y la escasez de papel durante la guerra. En 1950 y 1951, cuando el mercado mejoró, Silberkleit relanzó Future Fiction y Science Fiction Quarterly. Cuando Science Fiction Quarterly dejó de publicarse en 1958, fue la última revista pulp de ciencia ficción que todavía existía en el mercado.
Su política editorial consistía en reimprimir una novela en cada número como historia principal; Silberkleit consiguió los derechos de reimpresión de dos de las primeras novelas de ciencia ficción y de varios de los libros de Ray Cummings. Tanto Hornig como Lowndes contaban con presupuestos muy reducidos para llevar adelante la revista, y Hornig en particular tuvo problemas para encontrar buen material para publicar. Lowndes podo hacerlo algo mejor, gracias a la colaboración de sus amigos Futurianos, un grupo de jóvenes escritores entre los que se encontraban Isaac Asimov, James Blish y Donald A. Wollheim. La segunda etapa de la revista también tenía una política de publicar una novela como referente principal, aunque en la práctica las mejores historias eran relatos de menor extensión que una novela. Entre los relatos más conocidos publicados por la revista estaban «Second Dawn», de Arthur C. Clarke, «The Last Question» (La última pregunta), de Isaac Asimov, y «Common Time», de James Blish.

## Historia editorial

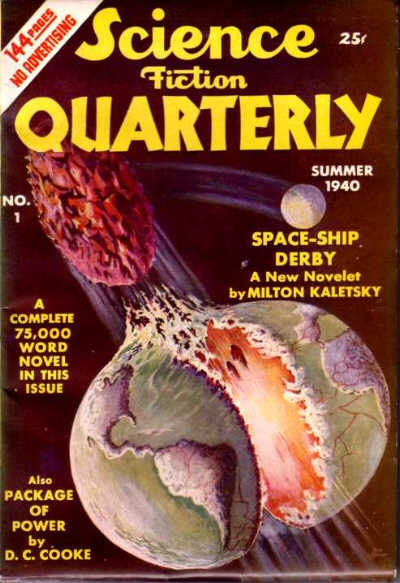
Portada del primer número de la revista, el de verano de 1940, obra de Jack Binder.

Aunque se venían publicando revistas de ciencia ficción desde antes de la década de 1920, no comenzó a hacerse como un género comercializado por separado hasta la aparición en 1926 de Amazing Stories, una revista pulp publicada por Hugo Gernsback. A finales de la década de 1930 el campo estaba en pleno auge. Uno de los empleados de Gernsback, Louis Silberkleit, estableció su propia editorial en 1934 cuando fundó la Winford Publishing Company. Hacia finales de la década de 1930 Silberkleit decidió lanzar una revista pulp de ciencia ficción a través de su editorial Blue Ribbon Magazines; el título que eligió fue Science Fiction. Gernsback le recomendó a Silberkleit  que nombrara como editor a Charles Hornig, quien ya estuviera anteriormente en ese puesto en Wonder Stories para Gernsback de 1933 a 1936. Silberkleit aceptó la recomendación y contrató a Hornig en octubre de 1938. Hornig no tenía despacho, trabajó desde su casa, yendo a la oficina solo lo necesario para dejar los manuscritos y el material de impresión rechazado, y recoger las pruebas tipográficas. Se le otorgó una amplia libertad para seleccionar el material que quisiera publicar; informaba al editor jefe de Silberkleit, Abner J. Sundell, pero Sundell sabía poco sobre ciencia ficción y no se involucró en el funcionamiento de la revista.
Con el fin de repartir costes entre sus revistas, Silberkleit decidió lanzar dos títulos adicionales. En noviembre de 1939 apareció el primer número de Future Fiction, que fue seguido en julio de 1940 por Science Fiction Quarterly. Hornig fue el editor de las tres revistas. En octubre de 1940, Hornig recibió una citación para la prestación del servicio militar, pero era pacifista y decidió trasladarse a California y registrarse como objetor de conciencia. Siguió editando las revistas desde la costa oeste, pero Silberkleit estaba descontento con el arreglo. Silberkleit permitió a Hornig conservar su puesto como editor de Science Fiction y ofreció la dirección de los otros dos títulos a Sam Moskowitz. Moskowitz no aceptó, manifestando posteriormente «nunca boicotearía el trabajo de un hombre», pero Donald A. Wollheim había oído hablar de la oferta y le recomendó a Robert W. Lowndes que le escribiera a Silberkleit. Con posterioridad Lowndes recordaba la idea de Wollheim: «En la carta podía sugerirle que sería una buena idea añadir un título de ciencia ficción a la lista, ofreciendo mis servicios como editor con un salario ligeramente inferior al de Hornig, y también mencionar los defectos de las demás revistas de ciencia ficción en circulación en ese momento, pero especialmente con las de Hornig». Lowndes dijo que Silberkleit mordió el anzuelo y lo contrató en noviembre de 1940; Hornig recuerda la separación como un acuerdo por consentimiento mutuo debido a su traslado a California. Lowndes estuvo de acuerdo posteriormente en que esa fuera la verdadera razón de que Silberkleit sustituyera a Hornig.
Los primeros números de Lowndes como responsable fueron el de primavera de 1941 de Science Fiction Quarterly y el de abril de 1941 de Future Fiction. Inicialmente Silberkleit mantuvo un control más estricto sobre las selecciones editoriales de Lowndes que el que mantuvo con Hornig, y vetó cinco de los siete relatos propuestos por Lowndes para el número de abril de 1941, pero ya por el número de agosto de 1941, Lowndes recordó posteriormente que Silberkleit «estaba satisfecho y sabía lo que yo estaba haciendo, y ... no necesitaba supervisar ninguna de las historias que yo había aceptado». El número de primavera de 1943 fue el último de la primera etapa de Science Fiction Quarterly; Silberkleit se vio obligado a dejar algunas de sus revistas debido a la escasez de papel en tiempos de guerra, y decidió conservar sus revistas de wértern y de detectives en su lugar.
En 1950 Silberkleit relanzó Future Fiction, y al año siguiente Science Fiction Quarterly también vio la luz de nuevo, con el primer número de la nueva etapa fechado en mayo de 1951. Una nueva revista, Dynamic Science Fiction, le siguió en 1952. Lowndes fue el editor de las tres revistas, todas publicadas en formato pulp. Las ventas eran satisfactorias, pero Silberkleit decidió experimentar con el formato digest, que empezaba a ser más popular. A finales de 1955 canceló Dynamic Science Fiction, cambió Future Fiction al formato digest, y relanzó Science Fiction también en formato digest y bajo un nuevo título, Science Fiction Stories. Sólo Science Fiction Quarterly se dejó en formato pulp, pues Silberkleit creía que una digest trimestral no tendría tanto éxito como una pulp trimestral. Sin embargo las pulp se estaban muriendo, y cuando Other Worlds se pasó al digest en 1956, Science Fiction Quarterly se convirtió en la única revista de ciencia ficción que todavía se publica como pulp. En 1957 cerró American News Company, uno de los distribuidores más importantes de la revista, y los cambios resultantes en la red de distribución de la revista a nivel nacional, junto con sus pobres ventas, finalmente acabaron con Science Fiction Quarterly. El último número fue el de febrero de 1958.

## Contenidos y recepción

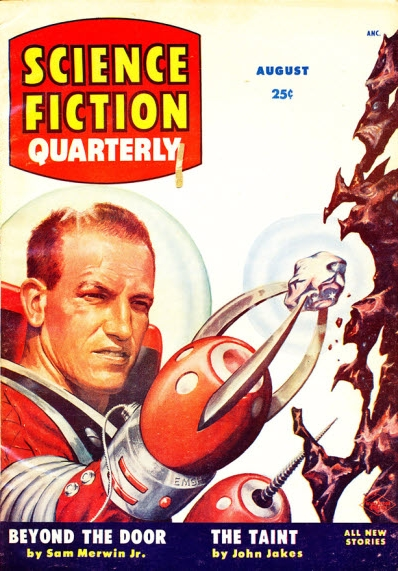
Portada del número de agosto de 1955, obra de Ed Emshwiller.